# Намахагэ

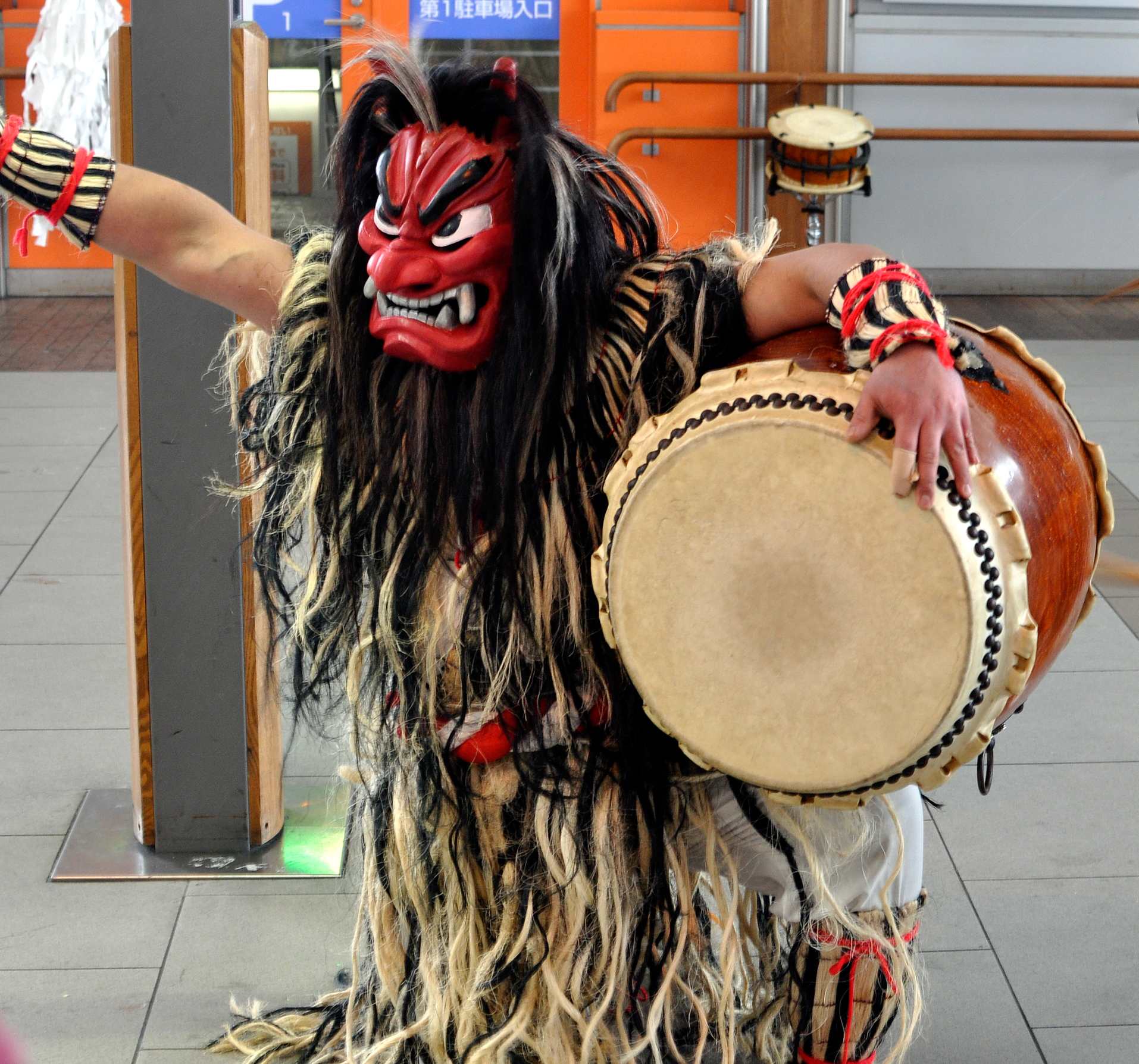
Намахагэ

Намахагэ (яп. 生剥) — ками-ряженые, характерные для празднеств северо-востока Японии. Являются японским аналогом буки для пугания непослушных детей.
Слово «Намахагэ» происходит от местного слова для ленивого человека, который зимой слишком долго сидел за котацу, и слова «корка». Некоторые этнологи и фольклористы предполагают, что намахагэ связаны с приходом духов, которые уносят несчастье и приносят счастье, а другие считают, что это священный визит духов из гор. Намахагэ сплачивают местное сообщество, так как в их обязанности входят шутки над недавно вышедшими замуж невестами, детьми и другими «новичками», а также призывы усердно трудиться.
На полуострове Ога в префектуре Акита приход намахагэ происходит во время новогоднего фестиваля; они рассматриваются как посланцы богов, спустившиеся с горы. В другой местности существует Ассоциация по сохранению традиции намахагэ (Association for the Preservation of the Namahage Tradition); там молодые люди в соломенных плащах и сандалиях и в пугающих масках, с деревянными подобиями ножей, обходят парами дома. Около дома они страшно ревут и кричат: «Есть ли здесь лентяи?». Дальше они ритуально топают, им подают сакэ и закуски, и они уходят, обещая вернуться на будущий год. Считается, что, посещая жилище, Намахагэ забирают все накопившиеся за год неприятности и проблемы, а взамен оставляют удачу и благополучие.
Согласно одной из легенд, император Хань привёз в Японию пять демонов более двух тысячелетий назад. Те крали урожай и женщин, и селяне, чтобы избавиться от них, предложили отдать им всех девушек, если намахагэ построят каменную лестницу в 1000 ступеней за одну ночь — или же демоны должны были уйти. Когда намахагэ достраивали 999 ступеньку, селяне заставили петуха прокричать раньше срока.